# Fernando Amadeo Baldrich
Fernando Amadeo Baldrich fue un Coronel del Ejército Argentino, conocido por liderar un levantamiento contra el presidente Alejandro Agustín Lanusse. Además, fue miembro del Círculo del Plata, y del Instituto Nacional de Investigaciones Históricas “Juan Manuel de Rosas”, entre otras prestigiosas instituciones.

## Orígenes y juventud
Nació de Fernando de Baldrich (hijo, a su vez, de Juan Amadeo Baldrich), y de Blanca Argentina Coronel, santiagueña.
En 1945 asumió un rol dirigencial en la Unión Nacionalista de Estudiantes Secundarios (UNES)

## Años 70
En 1971, siendo teniente coronel, dirigía el regimiento de tanques de Azul. Junto con el coronel Florentino Díaz Loza en Olavarría dirigieron un alzamiento nacionalista contra el gobierno militar de Lanusse, al que caracterizaban como "liberal", recibiendo el apoyo de Julio Meinvielle y Diego Muniz Barreto. Decían llevar las banderas "nacionales, populares, y cristianas" contra "las mentiras democráticas" del presidente de facto, pretendiendo que la Revolución Argentina retorne a sus orígenes ideológicos de 1966.
Entre 1976 y 1978 fue presidente del club San Lorenzo de Almagro y miembro del Comité Ejecutivo de la AFA, donde llegó a ser Vicepresidente 2.º.